# Operace „Kindigo!“
Operace „Kindigo!“ je studiové album české kapely Midi lidi. Vydáno bylo 30. září 2011 a pokřtěno 18. října 2011 v pražské MeetFactory. Album obsahuje 14 písní, jsou k poslechu na webu Novinky.cz. Autorem všech textů je Petr Marek. Kapela se dle svých slov snažila natočit „hezky pitomou taneční desku“, která by měla víc než jejich předchozí tvorba blíž k popu.
V souvislosti s vydáním desky kapela připravila parodický žebříček „20 NEJ tuzemských alb“, podle nějž je album Operace „Kindigo!“ na sedmém místě.
Na albu můžeme poprvé slyšet Tomáše Kelara, nového člena Midi lidi. I díky němu zní deska v porovnání s předchozími alby kapely více akusticky.

## Seznam písní
| Pořadí         | Název                        | Délka |
| -------------- | ---------------------------- | ----- |
| 1.             | Mejdan století               | 2:29  |
| 2.             | Someone who you like         | 2:13  |
| 3.             | Ráno                         | 5:27  |
| 4.             | Rád vařim                    | 3:55  |
| 5.             | Rozhledna                    | 4:19  |
| 6.             | Chata                        | 2:13  |
| 7.             | Projdeme se koupelnou        | 3:58  |
| 8.             | Praděd                       | 2:49  |
| 9.             | Na co nesmíš zapomenout      | 2:40  |
| 10.            | Patriot magor                | 5:20  |
| 11.            | Doktor                       | 3:32  |
| 12.            | Ploužák proti všem přízrakům | 4:25  |
| 13.            | Den                          | 6:22  |
| 14.            | Operace „Kindigo!“           | 10:26 |
| Celková délka: | Celková délka:               | 60:15 |

## Sestava
- Petr Marek – programování, kytary, klávesy, perkuse, texty, zpěv
- Prokop Holoubek – bicí, klarinet, zobcová flétna, klávesy, programování
- Markéta Lisá – klávesy, kytara, saxofon, zvuky, zpěv
- Tomáš Kelar – bicí, klávesy, programování
- Bára Kratochvílová – zpěv
- Monika Midriaková – zpěv